# Јулија Мамеја
Јулија Авита Мамеја (лат. Julia Avita Mamaea; рођена око 180, умрла 235. године) била је кћи Јулије Мезе, једне од моћних жена које су одржавала династију Севера на власти. Јулија Мамеа је била сестра Јулије Соемије.
Јулија Мамеја се удала за Гесија Марцијана, с којим је имала сина, доцнијег цара, Александра Севера. За разлику од своје сестре, Јулија Мамеја наводно никада није била увучена у неки скандал, и живела је, наводно, непорочним животом. Када су се Елегабал и његова мајка Јулија Соемија показали као некомпетентни владари, указала се шанса Александру Северу, сину Јулије Мамеје. Он је постао цар када је 222. године Елегабал био убијен од стране преторијанаца. Јулија Мамеја је као регент владала у име Александра који је тада имао свега 14 година. Чим је одрастао Александар је почео указивати пуну почаст својој мајци. Јулија Мамеја је пратила сина на свим његовим ратним походима, што је као праксу увела још Јулија Домна, жена Септимија Севера. Тако је Јулија Мамеја путовала на Исток, у рат против Парћана. Пратила је сина када је овај ратовао против Германа. Када су Александра Севера убили његови војници близу Могунтијакума, Јулију Мамеју је задесила иста судбина.